# Dejan Doslic
Dejan Doslic, född 24 januari 1990, är en svensk fotbollsspelare som spelar för Värmbols FC. Han har tidigare bland annat spelat för Degerfors IF och Åtvidabergs FF. Hans moderklubb är Värmbols FC. Doslic spelar oftast som yttermittfältare eller anfallare.
Han har provspelat med Chelsea FC och Sporting Lissabon. Den 10 december 2010 lämnade Doslic Åtvidaberg efter att inte fått förnyat kontrakt med klubben.